# Ligier JS9
La Ligier JS9 fu una vettura di Formula 1 che corse nella stagione 1978. Spinta da un  motore Matra  fu concepita da Gérard Decarouge e Michel Beaujon. Dotata di un cambio Hewland FGA 400 a sei rapporti, montava ammortizzatori Koni ed era in monoscocca in lega alleggerita. Era gommata dalla Goodyear.
Fece il suo esordio nel Gran Premio di Spagna 1978, settima gara della stagione, per sostituire il modello JS7. Alla sua guida Jacques Laffite conquistò due terzi posti (oltre che all'esordio anche nel Gran Premio di Germania), un quarto e un quinto. La sua migliore prestazione in prova fu il quinto posto nel Gran Premio d'Austria.